# Colastes himalayicus
Colastes himalayicus är en stekelart som beskrevs av Sergey A. Belokobylskij 2000. Colastes himalayicus ingår i släktet Colastes och familjen bracksteklar. Inga underarter finns listade i Catalogue of Life.